# 姚棚水库
姚棚水库是中国湖北省襄阳市枣阳市境内的一座水库，位于沙河支流漳白河上，建于1958年。水库正常库容为4068万立方米，集雨面积为37平方千米，海拔为177.9米。